# Гуэль-и-Моралес, Гонсало
Гонсало Гуэль-и-Моралес (исп. Gonzalo Guell y Morales de los Rios; 1895 — 2 сентября 1985) — кубинский политический деятель.

## Биография
По образованию адвокат. Находился на дипломатической службе, был кубинским послом в Бразилии, Мексике, Колумбии. Министр иностранных дел в 1956-59 годах и премьер-министр с марта 1958 по январь 1959 года. После свержения Батисты вместе с ним покинул Кубу, жил в Доминиканской Республике и Испании, остаток жизни провёл в США, в штате Флорида.